# Metacyclopina harpacticoidea
Metacyclopina harpacticoidea is een eenoogkreeftjessoort uit de familie van de Psammocyclopinidae. De wetenschappelijke naam van de soort is voor het eerst geldig gepubliceerd in 1949 door Klie.